# Euphylidorea subadusta
Euphylidorea subadusta là một loài ruồi trong họ Limoniidae. Chúng phân bố ở miền Cổ bắc.